# Deltolidia
Deltolidia  (лат.) — род прыгающих насекомых из семейства цикадок (Cicadellidae). Южная Америка. Длина 7-9 мм (самки крупнее). Скутеллюм крупный, его длина примерно равна длине пронотума. Голова крупная, отчётливо уже пронотума; лоб широкий и очень длинный. Глаза и оцеллии относительно крупные; глаза вытянуто-яйцевидные. Клипеус очень длинный и узкий. Эдеагус асимметричный и длинный. Сходны по габитусу с Triquetolidia, отличаясь деталями строения гениталий. Род включают в состав подсемейства Coelidiinae.
- Deltolidia discolor Stål, 1862 — Бразилия typus
  - =Coelidia discolor Stâl, 1862
- Deltolidia magnifica Nielson, 1996[2]